# Trevis
Trevis è stato un costruttore statunitense di auto da corsa presente nelle gare statunitensi negli anni cinquanta e sessanta.
Tra il 1950 e il 1960 la 500 Miglia di Indianapolis faceva parte del Campionato mondiale di Formula 1, per questo motivo la Trevis ha all'attivo anche 4 Gran Premi in F1, con un 6º posto conquistato da Eddie Johnson nell'edizione 1960.